# Kreisversammlung (Baden)
Die Kreisversammlung wurde im Großherzogtum Baden laut dem Gesetz über die Organisation der inneren Verwaltung vom 5. Oktober 1863 geschaffen.
Die 59 Bezirksämter wurden in elf neu geschaffene Kreise aufgeteilt. Die Körperschaften der Kreisverbände hatten als Aufgabe: Die Anlegung und Erhaltung von Straßen, die Errichtung von sozialen Einrichtungen, Kreisschulen, Sparkassen und anderes mehr. 
Das Organ dieser Kreise war die Kreisversammlung, die mindestens einmal im Jahr öffentlich tagte. Sie setzte sich aus fünf Gruppen zusammen:
- von den Gemeinderäten gewählte Abgeordnete der Gemeinden,
- die doppelte Anzahl gewählter Mitglieder, die über Kreiswahlmänner indirekt ermittelt wurden,
- eventuelle Vertreter größerer Städte,
- größere Grundbesitzer, deren Anzahl ein Sechstel der gewählten Mitglieder nicht überschreiten durfte,
- die Mitglieder des Kreisausschusses, der von der Kreisversammlung auf drei Jahre gewählt wurde und das Vollzugsorgan bildete.

Die Kreise wurden von der Staatskasse und aus einer Kreisumlage finanziert. Die staatliche Aufsicht über die Kreise hatte der Oberamtmann am Sitz des jeweiligen Kreises. Er wurde als Kreishauptmann bezeichnet.